# Dicranomyia omi
Dicranomyia omi är en tvåvingeart som först beskrevs av Günther Theischinger 1994.  Dicranomyia omi ingår i släktet Dicranomyia och familjen småharkrankar. Inga underarter finns listade i Catalogue of Life.